# Ağrı
Ağrı este un oraș în estul Turciei, reședința provinciei cu același nume. Orașul și provincia se află în regiunea muntoasă dominată de Ararat.